# Wolfgang Egger

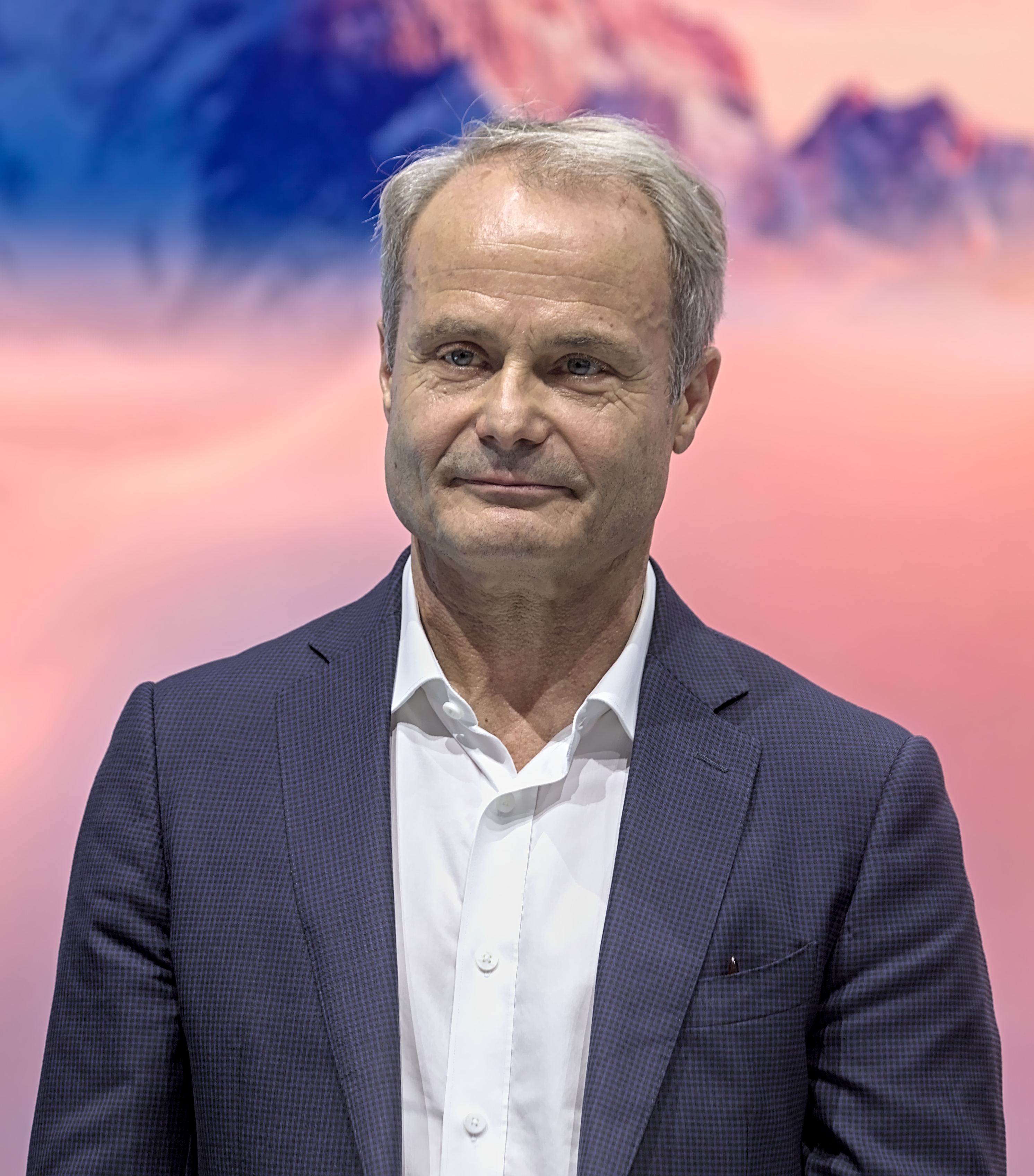
Wolfgang Egger, 2023

Wolfgang Egger (Oberstdorf, 13 febbraio 1963) è un designer tedesco.

## Biografia

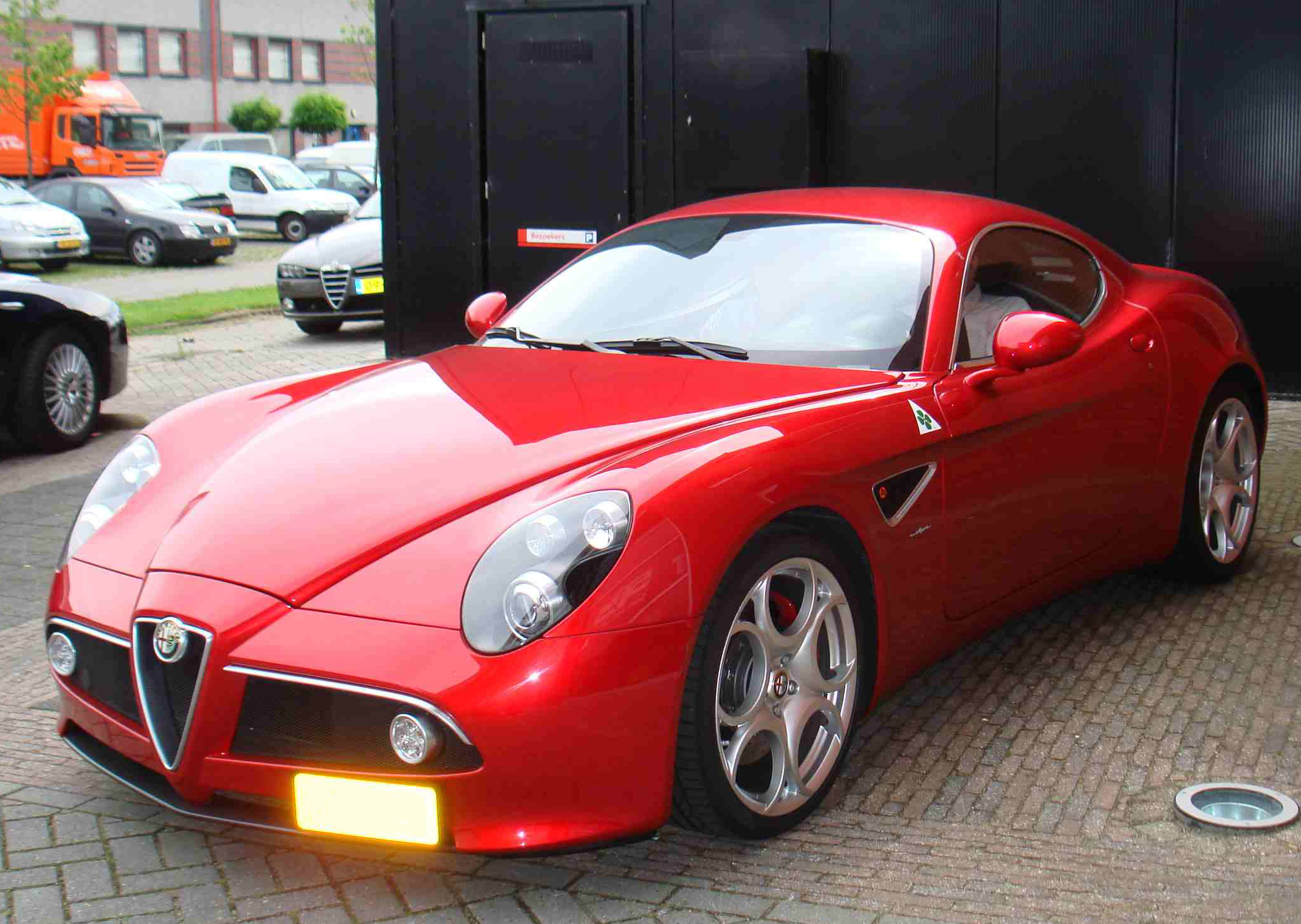
L'Alfa Romeo 8C Competizione, l'ultima firma di Egger in Alfa Romeo

Terminati gli studi superiori a Sonthofen, si trasferì a Milano per frequentare la facoltà di design industriale. Nel 1989 Egger conseguì la laurea e venne immediatamente assunto all'Alfa Romeo, presso il reparto design, dove nel 1993 venne promosso capo del settore design. 
Con la medesima qualifica, nel 1998 passa alla SEAT, dove disegnerà le linee della Ibiza seconda serie ristilizzata ed anche della Córdoba restyling, introdotta nel 1999.
Nel 2001 Egger torna in Italia e precisamente alla Lancia, ma per breve tempo: poco dopo infatti tornerà all'Alfa Romeo, dove firmerà la linea di alcune delle vetture di maggior successo della casa di Arese, come la sportiva 8C Competizione, che verrà però prodotta solo a partire dal 2007, quando Egger lascerà la casa del Biscione.
Infatti, a partire dal 1º maggio di quell'anno, tornerà in Germania, presso il gruppo Volkswagen, e precisamente alla Audi, dove succederà a Walter de Silva come capo design della stessa, un ruolo che lo vedrà responsabile sia del design delle autovetture della casa di Ingolstadt, sia di quello delle sportive della Lamborghini.
Nel 2016 entra in BYD Auto, azienda cinese produttrice di vetture ibride ed elettriche, e nel 2017 diviene direttore del design; il primo modello disegnato è la crossover BYD Song DM.